# Irlmauth
Irlmauth ist ein amtlich benannter Gemeindeteil der kreisfreien Stadt Regensburg auf der Gemarkung Irl im Ostenviertel, dem Stadtbezirk 10 von Regensburg.

## Geographie
Irlmauth liegt im Osten des Stadtgebiets von Regensburg rechts der Donau zwischen dem Hafen Regensburg und der Bundesautobahn 3.

## Geschichte
Irlmauth gehörte zum Pflegamt Barbing des Hochstifts Regensburg. Mit dem Reichsdeputationshauptschluss von 1803 wurde das Hochstift aufgelöst; der Ort fiel zunächst an das Fürstentum Regensburg Karl Theodor von Dalbergs und nur sieben Jahre später, 1810, an Bayern. Ab 1818 kam der Ort mit dem bayerischen Gemeindeedikt zur „Ruralgemeinde“ Barbing. Irlmauth wurde mit Irl und Kreuzhof am 1. Januar 1978 von der Gemeinde Barbing zur Stadt Regensburg umgegliedert.